# Chiesa di San Pietro Canisio agli Orti Sallustiani
La Chiesa di San Pietro Canisio agli Orti Sallustiani è una chiesa di Roma, che si trova in Via di San Nicola da Tolentino, nel trione Trevi. È situata dentro l'edificio del Collegio Germanico-Ungarico. È dedicata a Pietro Canisio.
L'edificio non è visibile dall'esterno e non deve essere confuso con la chiesa di San Nicola da Tolentino, che si trova dall'altra parte della strada.

## Storia
Nel 1886 il collegium si trasferì in questa sede, occupando l'edificio dell'ex Hotel Costanzi, e costruì una chiesa nell'angolo sud-orientale dell'isolato, dedicata a San Giovanni Berchmans. L'edificio, in stile neoromanico, era ad una sola navata e con un'ampia abside.
Tuttavia, venne demolita nel 1939, dopo che l'area circostante fu completamente urbanizzata e sia via Barberini che via Leonida Bissolati furono aperte come parte del piano stradale di Mussolini per la città.
Via Bissolati collegava l'ambasciata statunitense alla stazione Termini. Sfortunatamente, l'università era sul percorso e dovette essere demolita. Fu ricostruita nel 1944 e una cappella sostituì la vecchia chiesa, e fu consacrata nel 1949.

## Descrizione
Nell'edificio dell'università non sono visibili elementi architettonici della chiesa, che risale alla ricostruzione del XX secolo, ma incorpora parti del vecchio edificio del XIX secolo. Sopra l'ingresso del cortile dell'università, ad esempio, c'è una statua di san Pietro Canisio.
La chiesa ha un'abside cilindrica e ospita un grande mosaico di ispirazione bizantina che raffigura Cristo in maestà sopra la Vergine Maria e gli apostoli.